# Cuthbert Tunstall
Cuthbert Tunstall, född 1474 i Hackforth i Yorkshire, död den 18 november 1559 i Lambethpalatset, London var en engelsk biskop, först i Londons stift och därefter i Durhams stift.